# Agrotis innominata
Agrotis innominata is een nachtvlinder uit de familie van de uilen (Noctuidae). Hij komt voor langs de kust van Nieuw-Zeeland. Het is de enige soort uit het geslacht Agrotis, die endemisch voor Nieuw-Zeeland is.
De spanwijdte is tussen 36 en 39 millimeter bij de mannetjes, en tussen 28 en 31 bij de vrouwtjes, die slecht kunnen vliegen. De vliegtijd loopt van mei tot december, de vlinders komen gedurende de hele winter uit de pop.
De waardplanten zijn waarschijnlijk van oorsprong alleen of voornamelijk zeewinde, maar ook Craspedia en helm. De rups wordt tot 32 millimeter lang.